# Eccellenza Puglia 2016-2017
Il campionato italiano di calcio di Eccellenza regionale 2016-2017 è il ventiseiesimo organizzato in Puglia.

## Aggiornamenti
- Il campionato torna nuovamente a 16 squadre dopo una sola stagione.
- L'Atletico Mola si è spostato a Noicattaro mutando i colori sociali in rosso e nero ma non modificando la propria denominazione.
- Sudest Locorotondo e Leverano si iscrivono al campionato di Prima Categoria.

## Squadre partecipanti
| Club                    | Città           | Stadio o Campo Sportivo                  | Stagione precedente                           |
| ----------------------- | --------------- | ---------------------------------------- | --------------------------------------------- |
| Atletico Vieste         | Vieste (FG)     | Stadio Riccardo Spina                    | 5° in Eccellenza Puglia                       |
| Audace Cerignola        | Cerignola (FG)  | Stadio Domenico Monterisi                | 1° in Promozione Puglia gir. A                |
| Avetrana                | Avetrana (TA)   | Campo Comunale "Valentino Mazzola"       | 1° in Promozione Puglia gir. B                |
| Barletta                | Barletta        | Stadio Cosimo Puttilli                   | 4° in Eccellenza Puglia                       |
| Bitonto                 | Bitonto (BA)    | Stadio Città degli Ulivi                 | 9° in Eccellenza Puglia                       |
| Casarano                | Casarano (LE)   | Stadio Giuseppe Capozza                  | 3° in Eccellenza Puglia                       |
| Gallipoli               | Gallipoli (LE)  | Stadio "Antonio Bianco" (erba sintetica) | 18° in Serie D gir. H                         |
| Hellas Taranto          | Taranto         | Hellas Arena di Faggiano (TA)            | 14° in Eccellenza Puglia                      |
| Molfetta                | Molfetta (BA)   | Stadio Paolo Poli                        | 10ª in Eccellenza Puglia                      |
| Noicattaro              | Noicattaro (BA) | Stadio Comunale                          | 12° in Eccellenza Puglia (come Atletico Mola) |
| Novoli                  | Novoli (LE)     | Stadio Totò Cezzi                        | 11° in Eccellenza Puglia                      |
| Otranto                 | Otranto (LE)    | Stadio Avvocato Pasquale Nachira         | 15° in Eccellenza Puglia                      |
| Pro Italia Galatina     | Galatina (LE)   | Stadio comunale Giuseppe Specchia        | 2° in Promozione Puglia gir. B                |
| Team Altamura           | Altamura (BA)   | Stadio Antonio D'Angelo                  | 2° in Eccellenza Puglia                       |
| Unione Calcio Bisceglie | Bisceglie (BT)  | Stadio Francesco Di Liddo                | 8° in Eccellenza Puglia                       |
| Vigor Trani             | Trani           | Stadio Comunale                          | 6° in Eccellenza Puglia                       |

## Classifica finale
|  | Pos. | Squadra             | Pt | G  | V  | N  | P  | GF | GS | DR  |
|  | ---- | ------------------- | -- | -- | -- | -- | -- | -- | -- | --- |
|  | 1.   | Audace Cerignola    | 71 | 30 | 21 | 8  | 1  | 76 | 25 | +51 |
|  | 2.   | Bitonto             | 68 | 30 | 21 | 5  | 4  | 61 | 26 | +35 |
|  | 3.   | Team Altamura       | 62 | 30 | 17 | 11 | 2  | 49 | 18 | +31 |
|  | 4.   | Casarano            | 56 | 30 | 16 | 8  | 6  | 35 | 20 | +15 |
|  | 5.   | Barletta            | 44 | 30 | 12 | 8  | 10 | 53 | 35 | +18 |
|  | 6.   | Atletico Vieste     | 39 | 30 | 11 | 6  | 13 | 37 | 47 | -10 |
|  | 7.   | Avetrana            | 37 | 30 | 10 | 7  | 13 | 29 | 38 | -9  |
|  | 8.   | UC Bisceglie        | 36 | 30 | 10 | 6  | 14 | 39 | 37 | +2  |
|  | 9.   | Noicattaro          | 36 | 30 | 10 | 6  | 14 | 26 | 26 | 0   |
|  | 10.  | Pro Italia Galatina | 36 | 30 | 10 | 6  | 14 | 28 | 35 | -7  |
|  | 11.  | Otranto             | 35 | 30 | 10 | 5  | 15 | 27 | 34 | -7  |
|  | 12.  | Gallipoli (-2)      | 32 | 30 | 8  | 10 | 12 | 28 | 40 | -12 |
|  | 13.  | Novoli              | 31 | 30 | 7  | 10 | 13 | 25 | 31 | -6  |
|  | 14.  | Soccer Trani        | 31 | 30 | 8  | 7  | 15 | 36 | 75 | -39 |
|  | 15.  | Molfetta            | 26 | 30 | 6  | 8  | 16 | 26 | 46 | -20 |
|  | 16.  | Hellas Taranto      | 18 | 30 | 3  | 9  | 18 | 17 | 59 | -42 |

Legenda:
      Promossa in Serie D 2017-2018.
      Retrocessa in Promozione 2017-2018.
 Ammesso ai Play-Off o ai Play-Out.
 Retrocessione diretta.
 Promozione diretta.
Sanzioni:
Il Gallipoli ha scontato 2 punti di penalizzazione.
Note:
Tre punti a vittoria, uno a pareggio, zero a sconfitta.
La Vigor Trani è poi stata ripescata.

## Risultati

### Tabellone
|                         | Atl  | Aud  | Ave  | Bar  | Bit  | Cas  | Gal  | Hel  | Mol  | Noi  | Nov  | Otr  | Pro  | Tea  | Uni  | Vig  |
| ----------------------- | ---- | ---- | ---- | ---- | ---- | ---- | ---- | ---- | ---- | ---- | ---- | ---- | ---- | ---- | ---- | ---- |
| Atletico Vieste         | –––– | 0-4  | 3-1  | 2-1  | 0-2  | 2-2  | 4-0  | 4-1  | 1-2  | 2-1  | 1-0  | 1-0  | 2-1  | 0-3  | 1-0  | 0-2  |
| Audace Cerignola        | 3-1  | –––– | 4-2  | 3-1  | 6-1  | 3-0  | 3-1  | 4-0  | 4-0  | 3-1  | 1-0  | 1-1  | 5-2  | 1-0  | 2-0  | 7-1  |
| Avetrana                | 1-1  | 2-2  | –––– | 1-1  | 0-2  | 1-0  | 3-1  | 1-1  | 1-0  | 1-0  | 0-1  | 1-1  | 1-0  | 0-1  | 0-3  | 0-0  |
| Barletta                | 1-1  | 3-0  | 2-3  | –––– | 1-2  | 1-2  | 3-0  | 2-1  | 3-0  | 1-1  | 1-1  | 2-0  | 1-0  | 0-0  | 1-0  | 2-1  |
| Bitonto                 | 3-1  | 2-2  | 2-0  | 3-1  | –––– | 1-1  | 1-0  | 5-1  | 2-0  | 1-0  | 1-1  | 3-1  | 3-1  | 0-3  | 2-0  | 7-0  |
| Casarano                | 2-1  | 1-1  | 2-0  | 1-0  | 1-2  | –––– | 2-1  | 0-0  | 3-0  | 2-0  | 2-1  | 1-0  | 0-0  | 3-0  | 0-0  | 1-0  |
| Gallipoli               | 3-1  | 1-1  | 0-1  | 1-1  | 0-6  | 0-2  | –––– | 0-0  | 0-0  | 0-0  | 2-0  | 0-0  | 3-0  | 1-1  | 4-2  | 3-1  |
| Hellas Taranto          | 0-0  | 0-1  | 0-2  | 1-11 | 0-2  | 0-1  | 0-2  | –––– | 0-0  | 1-2  | 1-1  | 1-2  | 2-1  | 0-1  | 0-0  | 0-4  |
| Molfetta Sportiva       | 1-1  | 0-3  | 1-1  | 0-1  | 1-3  | 2-1  | 2-0  | 3-1  | –––– | 0-3  | 0-1  | 1-1  | 1-2  | 0-0  | 1-3  | 8-0  |
| Noicattaro              | 0-1  | 0-1  | 3-0  | 0-0  | 0-2  | 0-0  | 0-0  | 1-0  | 4-0  | –––– | 1-0  | 1-0  | 0-1  | 0-1  | 0-1  | 3-0  |
| Novoli                  | 0-0  | 0-0  | 0-1  | 2-1  | 0-1  | 0-1  | 1-1  | 4-1  | 1-0  | 1-2  | –––– | 0-1  | 1-0  | 1-3  | 1-0  | 0-0  |
| Otranto                 | 3-0  | 3-5  | 2-0  | 0-3  | 0-0  | 0-2  | 2-0  | 2-0  | 1-0  | 0-1  | 1-2  | –––– | 1-0  | 0-2  | 1-0  | 1-3  |
| Pro Italia Galatina     | 1-0  | 0-2  | 1-0  | 1-1  | 1-1  | 1-0  | 0-1  | 1-2  | 2-1  | 1-0  | 1-1  | 2-1  | –––– | 0-0  | 1-1  | 2-0  |
| Team Altamura           | 3-2  | 1-1  | 2-1  | 2-1  | 2-0  | 0-0  | 0-0  | 0-0  | 1-1  | 3-0  | 3-2  | 1-0  | 1-0  | –––– | 3-0  | 9-1  |
| Unione Calcio Bisceglie | 1-2  | 0-2  | 2-1  | 2-3  | 2-0  | 0-1  | 3-1  | 1-2  | 0-0  | 2-1  | 2-2  | 1-0  | 2-1  | 2-2  | –––– | 0-2  |
| Vigor Trani             | 5-2  | 1-1  | 0-3  | 4-3  | 0-1  | 3-1  | 0-2  | 1-1  | 3-0  | 1-1  | 1-1  | 0-2  | 1-4  | 1-1  | 0-9  | –––– |

## Spareggi

### Play-off
|               | Risultati |          | Luogo e data            |
| ------------- | --------- | -------- | ----------------------- |
| Team Altamura | 2-2       | Casarano | Altamura, 1 maggio 2017 |
|               |           |          |                         |

#### Finale
|         | Risultati |               | Luogo e data           |
| ------- | --------- | ------------- | ---------------------- |
| Bitonto | 0-1       | Team Altamura | Bitonto, 7 maggio 2017 |
|         |           |               |                        |

### Play-out
|           | Risultati |          | Luogo e data              |
| --------- | --------- | -------- | ------------------------- |
| Gallipoli | 1-0       | Molfetta | Gallipoli, 30 aprile 2017 |
|           |           |          |                           |
| Novoli    | 1-0       | Trani    | Novoli, 30 aprile 2017    |
|           |           |          |                           |